# Yle Fem
Yle Fem (schwedisch „Yle Fünf“) war der Haupt-Fernsehkanal von Svenska Yle, der schwedischsprachigen Sparte der öffentlich-rechtlichen Rundfunkanstalt Yleisradio (kurz Yle) in Finnland. Primäre Zielgruppe des Senders waren die Finnlandschweden, die Angehörigen der schwedischsprachigen Minderheit im Land. Das Programm wurde 2017 zum Yle Teema & Fem zusammengelegt.

## Geschichte
Der Kanal begann seine Sendungen digital im Herbst 2001 unter dem Namen YLE FST5 (FST steht für Finlands Svenska Television). Vorher waren die schwedischsprachigen Sendungen in der Programmgestaltung der zwei Hauptkanäle, TV1 und TV2, integriert. Im August 2006 änderte sich der Kanalname zu FST5, der sich auf den fünften Programmplatz in den finnischen Sendern bezieht. Im März 2012 änderte der Name des Kanals zu Yle Fem, in dem sowohl die Sendeanstalt (Yle) als auch der Programmplatz 5 (ausgeschrieben in schwedischer Sprache als Fem) zum Ausdruck kommt.
Seit Herbst 2011 teilt Yle Fem den Kanal mit dem schwedischen Auslandskanal SVT World. Wenn Yle Fem keine Sendungen ausstrahlt, wird das Programm von SVT World auf dem Kanal gezeigt. Yle Fem hat jedoch keinen Einfluss auf die Programme von SVT World.
Alle nicht-schwedischsprachigen Sendungen auf Yle Fem wurden mit schwedischen Untertiteln gesendet. Zusätzlich standen für alle Sendungen auch finnische Untertitel zur Verfügung, mit Ausnahme von Kinder-, Bildungs- und Nachrichtensendungen sowie Live-Übertragungen. Für mehrere Sendungen gab es auch schwedische Untertitel für Hörgeschädigte.
Yle Fem sendete zuletzt 2.400 Stunden pro Jahr und erreicht jede Woche ca. 65 % seiner primären Zielgruppe, der schwedischsprachigen Bevölkerung Finnlands.
Am 24. April 2017 wurde das Programm mit dem vierten Kanal zu Yle Teema & Fem zusammengelegt.

## Sendungen
Der Kanal sendet Nachrichten, Kinder-, Kultur- und Sportsendungen sowie Unterhaltungsprogramme.
- BUU-klubben
- De Eurovisa
- Dok
- Efter Nio
- Fanny
- Gårdshuset på Strömsö
- Hjärtevänner
- Kontroller
- Lasso
- Mat med Kira
- Mat och prat
- MGP - Melodi Grand Prix
- Mitt nya land
- Mitt triathlon
- Natur så in i Norden
- Närbild
- Nästan unplugged
- Obs debatt
- På resande not
- Rivet ur arkivet
- Sportmagasinet
- Spotlight
- Strömsö
- Trädgården på Strömsö